# 小行星1054
小行星1054（1054 Forsytia）是一颗绕太阳运转的小行星，为主小行星带小行星。该小行星于1925年11月发现。
該小行星以連翹命名。

## 轨道参数
小行星1054的轨道半长轴为2.9185187 AU，离心率为0.14。